# Samy Pavel
Samy Pavel, pseudonimo di Sami Seraphim (Il Cairo, 5 novembre 1944), è un attore, regista e scrittore egiziano naturalizzato belga.

## Biografia

### Infanzia e formazione
Samy Pavel nacque a Il Cairo il 5 novembre 1944, dove crebbe. Qui, all'età di 15 anni iniziò la carriera cinematografica con lo pseudonimo di  Sami Loufti nel film Al-nāṣir Ṣalāḥ al-Dīn di Youssef Chahine. In seguito lasciò l'Egitto per trasferirsi in Belgio, dove studiò recitazione presso l'INSAS - Institut national supérieur des arts du spectacle et des techniques de diffusion di Bruxelles. Qui divenne attore al Théâtre royal des Galeries dal 1962, lavorando in Huis clos di Jean-Paul Sartre, Maître après Dieu di Jan de Hartog.

### Carriera
Trasferitosi a Parigi prese lezioni da Yves Furet all'Actors Studio e si esibì con la Compagnie Sophie Laurence negli spettacoli Brittanicus (Racine), Hamlet (Shakespeare), La Descente d'Orphée e Un tramway nommé désir (Tennessee Williams).
In Italia è l'attore principale dei Fratelli Taviani in Sotto il segno dello scorpione e San Michele aveva un gallo. Recitò anche per Sergio Spina in L'asino d'oro: processo per fatti strani contro Lucius Apuleius cittadino romano, in Barbarella di Roger Vadim, in La legge dei gangsters di Siro Marcellini, in Pussycat, Pussycat, I Love You di Rod Amateau e in Paolo e Francesca di Gianni Vernuccio.
All'età di 27 anni, Samy Pavel ha scritto e prodotto il suo primo film Les Deux Saisons de la vie, che ha vinto un premio alla 33ª Mostra internazionale d'arte cinematografica di Venezia nel 1972. Ha girato molti film come regista. Collabora tra gli altri con Ennio Morricone e Nino Céleste. Scopre Gabriel Yared, oltre ad attori come Niels Arestrup, Irène Jacob, Jean-Pierre Lorit.

## Filmografia

### Regista
- Le due stagioni della vita (Les deux saisons de la vie) (1972)
- Miss O'Gynie et les hommes fleurs (1974)
- L'arriviste (1977)
- Claude François - le film de sa vie - documentario (1979)
- La maison de la mémoire (1983)
- L'été provisoire (1985)
- La Veillée (1990)
- Le moulin de Daudet, co-regia con Stanley Mangenot (1992)
- The Music Garden (2001)
- In a Small World (2012)

### Attore
- Al-nāṣir Ṣalāḥ al-Dīn, regia di Youssef Chahine (1963)
- La legge dei gangsters, regia di Siro Marcellini (1968)
- Sotto il segno dello scorpione, regia di Paolo e Vittorio Taviani (1968)
- L'asino d'oro: processo per fatti strani contro Lucius Apuleius cittadino romano, regia di Sergio Spina (1970)
- Pussycat, Pussycat, I Love You, regia di Rod Amateau - non accreditato (1970)
- Paolo e Francesca, regia di Siro Marcellini (1971)
- San Michele aveva un gallo, regia di Paolo e Vittorio Taviani (1972)
- Le due stagioni della vita, regia di Samy Pavel (1972)